# Moses Gunn

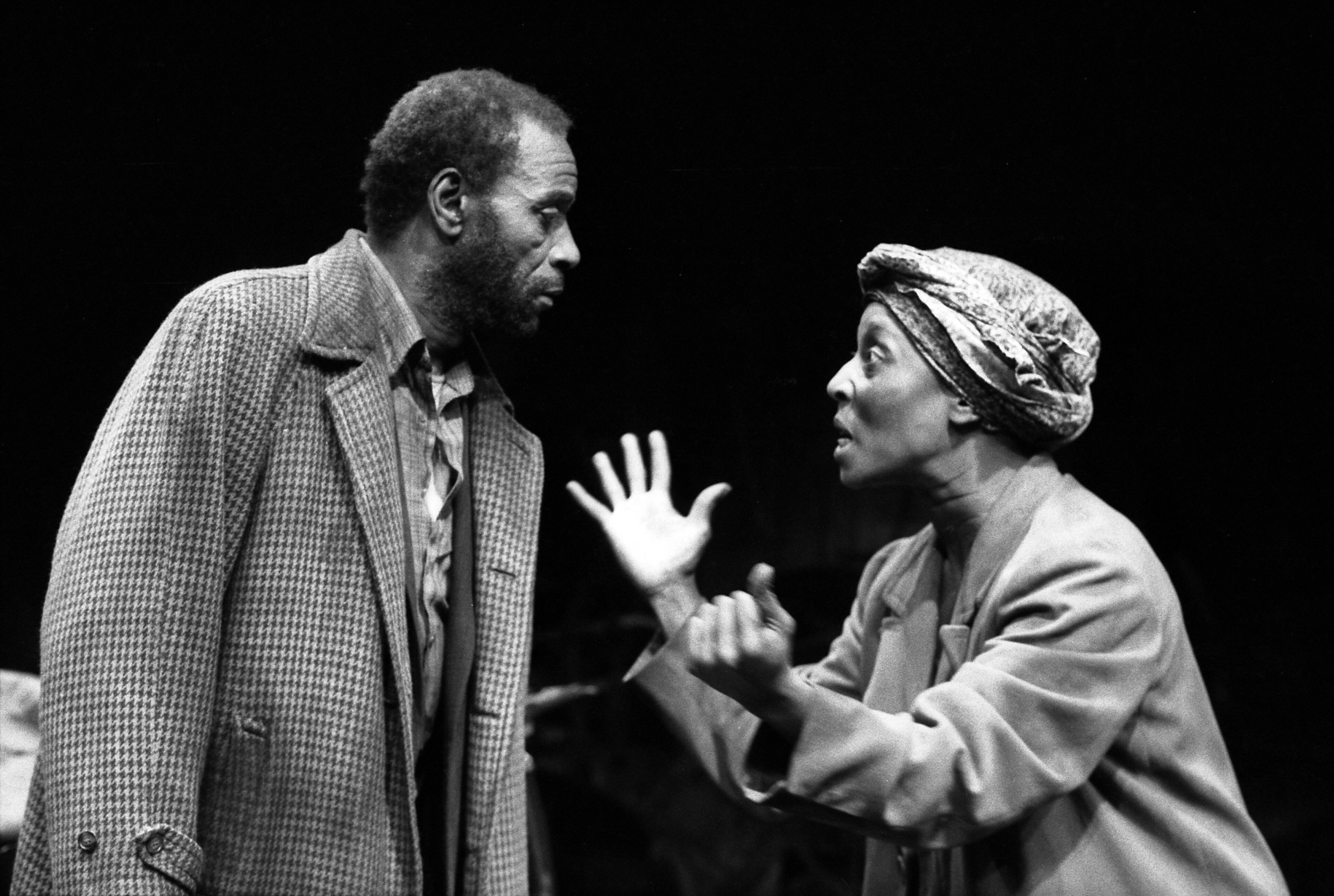
Moses Gunn mit Madge Sinclair auf der Bühne (1986)

Moses Gunn (* 2. Oktober 1929 in St. Louis, Missouri; † 16. Dezember 1993 in Guilford, Connecticut) war ein US-amerikanischer Schauspieler.

## Leben und Karriere
Gunn begann seine Karriere als Bühnenschauspieler, seinen ersten Broadway-Auftritt hatte er in Jean Genets The Blacks im Jahr 1962. In den 1960er-Jahren war der afroamerikanische Darsteller ein Mitbegründer der „Negro Ensemble Company“, einer Theatergruppe, die sich auf die Einbindung von afroamerikanischen Thematiken im Theater spezialisierte. 1976 wurde er für den Tony Award als bester Schauspieler für das Stück The Poison Tree nominiert.
Gunn wurde besonders bekannt in der Rolle des Bumpy Jonas in den ersten beiden Shaft-Filmen. Er spielte auch in Unsere kleine Farm die Rolle des Joe Kagan. In dem in Westdeutschland produzierten Fantasyfilm Die unendliche Geschichte nach dem gleichnamigen Buch von Michael Ende übernahm er die Rolle des Zentaurs Cairon. Insgesamt war er in rund 70 Film- und Fernsehproduktionen zu sehen, vor allem als Gastdarsteller in verschiedenen Serien.
Gunn starb im Dezember 1993 im Alter von 64 Jahren an den Folgen eines Asthmaanfalles. Von 1966 bis zu seinem Tod war er mit Gwendolyn Mumma Landes verheiratet, das Paar hatte zwei Kinder.

## Filmografie (Auswahl)
- 1964: East Side/West Side (Fernsehserie, Folge 1x23)
- 1964: Nicht als ein Mensch (Nothing But a Man)
- 1968: Of Mice and Men (Fernsehfilm)
- 1968: Hochzeitsnacht vor Zeugen (What’s So Bad About Feeling Good?)
- 1970: Helden werden nicht geboren (Carter’s Army, Fernsehfilm)
- 1970: Die große weiße Hoffnung (The Great White Hope)
- 1970: Machenschaften (WUSA)
- 1971: Missouri (Wild Rovers)
- 1971: Shaft
- 1971: Hawaii Fünf-Null (Hawaii Five-O, Fernsehserie, Folge 4x12 Er tat es aus Zwang)
- 1972: Liebesgrüße aus Pistolen (Shaft’s Big Score)
- 1972: Vier schräge Vögel (The Hot Rock)
- 1972: Ein gewisser General Bonaparte (Eagle in a Cage)
- 1972: Ein Sheriff in New York (McCloud, Fernsehserie, Folge 2x05)
- 1973: Kung Fu (Fernsehserie, Folge 1x13 Caine und der Riesendiamant)
- 1973: The Iceman Cometh
- 1974: Die Cowboys (The Cowboys, Fernsehserie, zwölf Folgen)
- 1975: Rollerball
- 1975: Abenteuer der Landstraße (Movin' On, Fernsehserie, Folge 2x05)
- 1977: Roots (Miniserie, Folge 1x01)
- 1977: Good Times (Fernsehserie, sechs Folgen)
- 1977: Die Zwei mit dem Dreh (Switch, Fernsehserie, Folge 2x24)
- 1977: Quincy (Quincy, M.E., Fernsehserie, Folge 3x02)
- 1977–1981: Unsere kleine Farm (Little House on the Prairie, Fernsehserie, fünf Folgen)
- 1978: Du wirst noch an mich denken (Remember My Name)
- 1978: Vegas (Vega$, Fernsehserie, Folge 1x09)
- 1981: Ragtime
- 1981–1983: Vater Murphy (Father Murphy, Fernsehserie, 34 Folgen)
- 1982: Amityville II – Der Besessene (Amityville II: The Posession)
- 1984: Die unendliche Geschichte (The NeverEnding Story)
- 1984: Der Feuerteufel (Firestarter)
- 1984: Wo das Grauen lauert (The House of Dies Drear, Fernsehfilm)
- 1985: In der Hitze von New York (Certain Fury)
- 1985: Ein Engel auf Erden (Highway to Heaven, Fernsehserie, Folge 2x07)
- 1986: Hotel (Fernsehserie, Folge 3x24)
- 1986: Heartbreak Ridge
- 1987: Polizeirevier Hill Street (Hill Street Blues, Fernsehserie, Folge 7x13)
- 1987: Bates Motel (Fernsehfilm)
- 1987: Bill Cosby – Die Superkanone (Leonard Part 6)
- 1989: Ein Scheusal von Millionär (The Luckiest Man in the World)
- 1989: Hawk (A Man Called Hawk, Fernsehserie, zehn Folgen)
- 1989: Die Bill Cosby Show (The Cosby Show, Fernsehserie, zwei Folgen)
- 1990: Geschichten aus der Gruft (Tales from the Crypt, Fernsehserie, Folge 2x12)
- 1991: Ich komme aus der Zukunft (Brother Future, Fernsehfilm)
- 1991: Zwei gegen die Welt (Perfect Harmony, Fernsehfilm)
- 1992: Entführt – Sieben Tage Angst (Memphis, Fernsehfilm)
- 1993: Homicide (Homicide: Life on the Street, Fernsehserie, Folge 1x05)